# Ахтырская ТЭЦ
Ахтырская ТЭЦ (укр. Охтирська ТЕЦ) — утраченная теплоэлектроцентраль, которая обеспечивала предприятия и жителей Ахтырки электрической и тепловой энергией. Топливом для ТЭЦ являлся газ и мазут. Разрушена российскими войсками в ходе российского вторжения на Украину в 2022 году.

## История
Первая очередь теплоцентрали с турбогенератором мощностью 6 мВт была введена в эксплуатацию в 1959 году. Второй турбогенератор мощностью 6 мВт был введён в 1960 году. ТЭЦ была подключена к государственной электрической системе в 1964 году.
В 2009 году на Ахтырский ТЭЦ установлена новая, третья турбина с паровым котлом мощностью 85 Гкал/час.
За 1960—2010 г.г. электростанция произвела 3446 млн кВт. ч. электрической энергии и 7,2 млн. Гкал. тепловой энергии.
Работники централи обслуживают 55 км трубопроводов, по которым идет тепло к 9,5 тысячам абонентов, учреждений, предприятий, школ и дошкольных учреждений.
С 1 января 1998 станция была передана в 20-летнию аренду АО «Правэкс-Брок», дочернему предприятию концерна «Правэкс».
В ходе российского вторжения на Украину 3 марта 2022 года ТЭЦ была разрушена в результате бомбардировки российскими войсками.

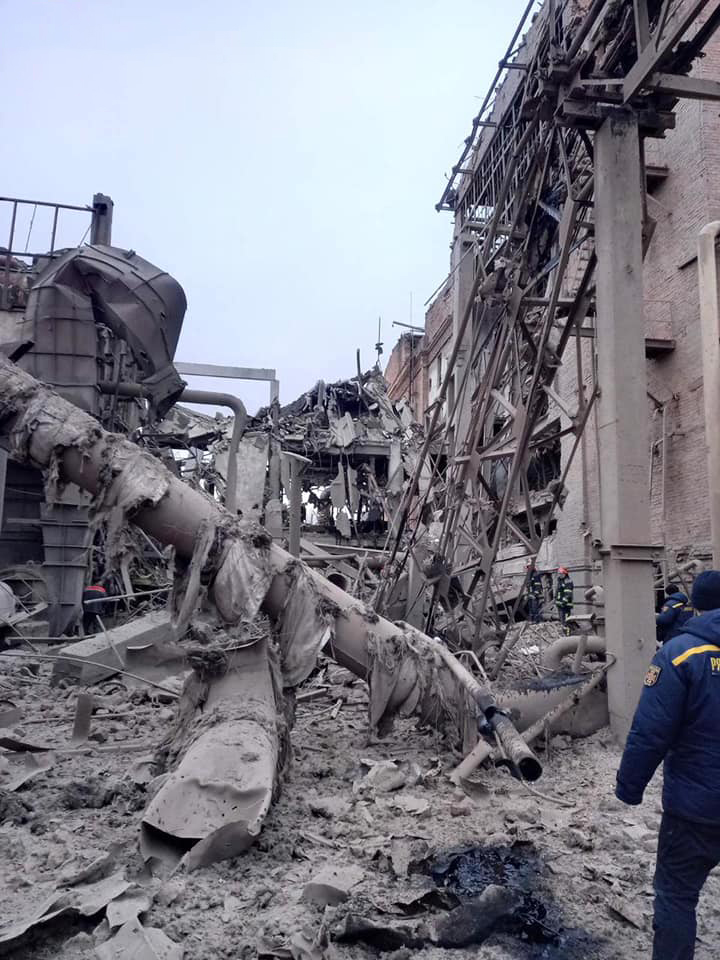
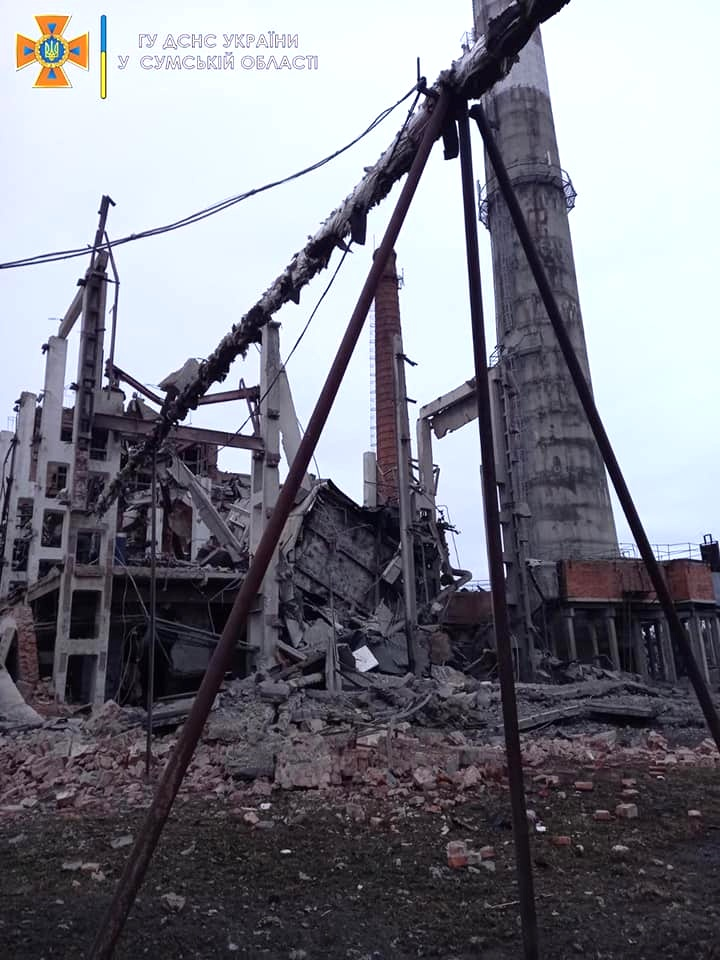